# Placinolopha moncharmonti
Placinolopha moncharmonti är en svampdjursart som först beskrevs av Sarà 1960.  Placinolopha moncharmonti ingår i släktet Placinolopha och familjen Plakinidae. Inga underarter finns listade i Catalogue of Life.